# 鄭紹叔
鄭紹叔（464年—508年），字仲明，滎陽郡開封县（今河南省開封市）人，南朝齊、南朝梁軍事人物、政治人物，南朝宋高平郡太守鄭琨之孫。
鄭紹叔世代居住寿陽。幼年丧父，少年時代孤贫。二十余岁，担任安丰县令，有能干的名声。司州召补主簿，转任治中从事史。495年（建武二年），司州刺史蕭誕之弟蕭諶被诛杀，南朝齊朝廷派軍捕拿蕭誕。蕭誕左右震惊逃散，鄭紹叔听说后，去见蕭誕。蕭誕死后，鄭紹叔護送蕭誕灵柩，被人称为節義。到达建康，司空徐孝嗣見到鄭紹叔，評价他是「祖逖之流也」。
蕭衍担任司州刺史，鄭紹叔为属下中兵参軍。蕭衍退任刺史回到建康，鄭紹叔固请愿留。蕭衍评价鄭紹叔有才能，鄭紹叔回到寿陽。刺史蕭遙昌召鄭紹叔为他下属，鄭紹叔没有从命。蕭遙昌大怒，想要捉拿鄭紹叔。乡人求救得免。蕭衍担任雍州刺史，鄭紹叔間道至雍州，担任寧蛮長史、扶風郡太守。
萧宝卷杀害朝臣，猜忌蕭衍。鄭紹叔之兄鄭植为萧宝卷直后，萧宝卷派遣鄭植以探望鄭紹叔为名来到雍州，实际上作为刺客。鄭紹叔知道后，報告蕭衍。鄭植到达，蕭衍在鄭紹叔那里设酒宴款待鄭植。鄭植在雍州城内访查，見兵士、武器、战舰、軍馬，莫不充实。鄭植说："雍州实力，未易图也。"鄭紹叔说：“兄还，具为天子言之。兄若取雍州，绍叔请以此众一战。”鄭紹叔送鄭植至南峴，兄弟相泣而别。
蕭衍起兵，鄭紹叔为冠軍将軍，转任驍騎将軍。侍从蕭衍东下江州，监江州事，督运江州、湘州粮食。502年（天监元年），南朝梁建立，鄭紹叔为衛尉卿。母亲去世，丁忧去职。起复为冠軍将軍、右軍司馬，封营道县侯，邑千户。再为卫尉卿，加冠軍将軍。因为营道县户口減少，于是改封東興县侯。
504年（天监三年），北魏軍包围合肥，鄭紹叔率軍驻守东关。505年（天监四年），为使持节、征虏将军、司州刺史。507年（天监六年），召還为左衛将軍，加通直散騎常侍，兼司豫二州大中正。病重，宮中赏赐医药。508年（天监七年），于府舍去世，享年四十五岁。追贈散騎常侍、護軍将軍，谥号忠。其子鄭貞嗣爵。

## 延伸阅读
[在维基数据编辑]
 《梁書·卷11》，出自姚思廉《梁書》
 《南史/卷56》，出自李延壽《南史》